# Alfa (stripreeks)
Alfa is een Belgische stripreeks die begonnen is in 1996 met Pascal Renard als schrijver en Youri Jigounov als tekenaar. In 1996 overleed Pacal Renard echter. In de persoon van Mythic (Jean-Claude Smit-le-Bénédicte) werd een vervanger gevonden om de reeks verder te zetten.
In september 2018 werd aangekondigd dat zowel de tekenaar als de scenarist stoppen met Alfa. Tekenaar Alain Queireix en scenarist Emmanuel Herzet, die eerder werkten aan de spin-off Alfa: Eerste wapenfeiten, vervingen hen. Hun eerste album verscheen in 2019.

## Albums
De eerste elf albums werden getekend door Youri Jigounov. Chris Lamquet tekende vervolgens het twaalfde en het dertiende album. Vanaf het veertiende album wordt Alfa getekend door Alain Queireix.
| Nummer                  | Titel                          | Uitgever(s)                  | Schrijver(s)                           |      |
| ----------------------- | ------------------------------ | ---------------------------- | -------------------------------------- | ---- |
| 1                       | De overdracht                  | Concentra Media, Le Lombard  | Pascal Renard                          | 1996 |
| 2                       | De Bogdanov clan               | Le Lombard                   | Pascal Renard                          | 1997 |
| 3                       | Het loon van de wolven         | Le Lombard                   | Jean-Claude Smit Le Bénédicte (Mythic) | 1998 |
| 4                       | De lijst                       | Le Lombard                   | Jean-Claude Smit Le Bénédicte (Mythic) | 1999 |
| 5                       | Sancties                       | Le Lombard                   | Jean-Claude Smit Le Bénédicte (Mythic) | 2001 |
| 6                       | De afgezant                    | Le Lombard                   | Jean-Claude Smit Le Bénédicte (Mythic) | 2002 |
| 7                       | Snow White, 30 seconden!       | Le Lombard                   | Jean-Claude Smit Le Bénédicte (Mythic) | 2003 |
| 8                       | Het spel van de macht          | Le Lombard                   | Jean-Claude Smit Le Bénédicte (Mythic) | 2004 |
| 9                       | Scala                          | Le Lombard, Stripwinkel Alex | Jean-Claude Smit Le Bénédicte (Mythic) | 2006 |
| 10                      | Leugens                        | Le Lombard                   | Jean-Claude Smit Le Bénédicte (Mythic) | 2007 |
| 11                      | Fucking patriot                | Le Lombard                   | Youri Jigounov                         | 2009 |
| 12                      | Een bewogen reis               | Le Lombard                   | Youri Jigounov                         | 2013 |
| 13                      | Het syndroom van Maracamba     | Le Lombard                   | Youri Jigounov                         | 2018 |
| 14                      | Domino's                       | Le Lombard                   | Emmanuel Herzet                        | 2019 |
| 15                      | Roadies                        | Le Lombard                   | Emmanuel Herzet                        | 2020 |
| 16                      | Sherpa                         | Le Lombard                   | Emmanuel Herzet                        | 2021 |
| 17                      | Liberty Ship                   | Le Mombard                   | Emmanuel Herzet                        | 2022 |
| Alfa Eerste Wapenfeiten |                                |                              |                                        |      |
| 01                      | Vuurdoop                       | Le Lombard                   | Emmanuel Herzet                        | 2010 |
| 02                      | Solo                           | Le Lombard                   | Emmanuel Herzet                        | 2015 |
| 03                      | De volgende ronde              | Le Lombard                   | Emmanuel Herzet                        | 2016 |
| 04                      | Matroesjka's                   | Le Lombard                   | Emmanuel Herzet                        | 2017 |
| 05                      | Het uur waarop hyena's drinken | Le Lombard                   | Emmanuel Herzet                        | 2018 |